# Chickenfoot: Get Your Buzz On - Live
Chickenfoot: Get Your Buzz On - Live è un film concerto del supergruppo statunitense Chickenfoot, registrato il 23 settembre 2009 al Comerica Theatre di Phoenix, in Arizona, durante il tour promozionale del primo album del gruppo. È stato pubblicato in DVD e Blu-ray Disc il 20 aprile 2010.

## Tracce
1. Avenida Revolucion
2. Sexy Little Thing
3. Soap on a Rope
4. My Kinda Girl
5. Down the Drain
6. Bitten by the Wolf
7. Oh Yeah
8. Learning to Fall
9. Get It Up
10. Turnin' Left
11. Future in the Past
12. Bad Motor Scooter (cover dei Montrose)
13. My Generation (cover dei The Who)

Contenuti Extra
- Documentary
- Band Interviews
- Photo Gallery

## Formazione
- Sammy Hagar – voce
- Joe Satriani – chitarra
- Michael Anthony – basso, cori
- Chad Smith – batteria